# ریتونیتسه
ریتونیتسه (به لاتین: Řitonice) یک منطقهٔ مسکونی در جمهوری چک است که در ناحیه ملادا بولسلاو واقع شده‌است.